# NGC 4927
NGC 4927 est une galaxie lenticulaire située dans la constellation de la Chevelure de Bérénice. Sa vitesse par rapport au fond diffus cosmologique est de 7 986 ± 19 km/s, ce qui correspond à une distance de Hubble de 117,8 ± 8,3 Mpc (∼384 millions d'al). NGC 4927 a été découverte par l'astronome germano-britannique William Herschel en 1785.
Selon la base de données Simbad, NGC 4927 est une radiogalaxie.
À ce jour, deux mesures non basées sur le décalage vers le rouge (redshift) donnent une distance de 133,500 ± 26,163 Mpc (∼435 millions d'al), ce qui est à l'intérieur des valeurs de la distance de Hubble. Notons que c'est avec la valeur moyenne des mesures indépendantes, lorsqu'elles existent, que la base de données NASA/IPAC calcule le diamètre d'une galaxie et qu'en conséquence le diamètre de NGC 4927 pourrait être d'environ 35,5 kpc (∼116 000 al) si on utilisait la distance de Hubble pour le calculer.
La désignation DRCG 27-141 est utilisée par Wolfgang Steinicke pour indiquer que cette galaxie figure au catalogue des amas galactiques d'Alan Dressler. Les nombres 27 et 141 indiquent respectivement que c'est le 27e amas de la liste, soit Abell 1656 (l'amas de la Chevelure de Bérénice), et la 141e galaxie de cet amas. Cette même galaxie est aussi désignée par ABELL 1656:[D80] 141 par la base de données NASA/IPAC, ce qui est équivalent. Dressler indique que NGC 4872 est une galaxie elliptique de type Ep.